# Johan Nicolai Tetens
Johan Nicolai Tetens (født 5. november 1738, død 15. august 1807) var en slesvigsk matematiker, fysiker, filosof og statsøkonom.

## Embedskarriere
Tetens blev født i Tønning og var søn af gæstgiver Jacob Tetens og Martha født Clausen. Efter at have studeret i Rostock og i København blev han 1759 magister i Rostock, og året efter tog han til Bützow i Mecklenburg, ved hvis akademi han holdt forelæsninger og 1763 udnævntes til professor i fysik og filosofi, ligesom han 1765-70 var leder af det derværende pædagogium.
Hans alsidige dygtighed vakte snart hans fødelands regerings opmærksomhed, og 1776 udnævntes han til professor i filosofi i Universitetet i Kiel, hvor han også snart overtog lærerpladsen i matematik. 1789 kaldtes han til København og ansattes her først som assessor og 1790 som deputeret i Finanskollegiet, mens han desuden af staten benyttedes i forskellige andre praktiske virksomheder. Således berejste han marskegnene i Hertugdømmerne og fik ved sin teoretiske indsigt og praktiske dygtighed digevæsenet bragt på en langt bedre fod end tidligere.
På hans forslag oprettedes en forsørgelsesanstalt og en almindelig enkekasse, i hvis bestyrelse han tog væsentlig del, ligesom han havde fremsat en forbedret teori for livrenter og overlevelsesrenter, der nød stor anseelse hos samtidens matematikere. Også af direktionerne for finanskassen, for banken og for de synkende fonds var han medlem.
Efter Københavns brand 1795 udsatte han en pris på 500 rigsdaler for den bedste besvarelse af spørgsmålet: "Hvorledes indrettes det fuldkomneste Brandvæsen for en større By?" og fik den matematiske klasse af Videnskabernes Selskab til at overtage bedømmelsen af de indkommende afhandlinger. Af dette selskab var han blevet medlem allerede 2 år, før han kaldtes til København; senere blev han formand for dets matematiske og filosofiske klasser.
1791 udnævntes han til etatsråd og 1802 til konferensråd. I den mindetale, professor Thomas Bugge holdt over ham i Videnskabernes Selskabs møde 4. december 1807, priser han ham ikke blot som en betydelig videnskabsmand og en dygtig statsembedsmand, men fremhæver tillige hans milde og elskværdige karakter.
Han var gift med Marie Margrethe født Buchauer (død 1818), men efterlod sig ikke børn.

## Skriftlig virksomhed
Tetens har efterladt sig en stor mængde skrifter fra vidt forskellige områder, mest dog mindre afhandlinger, spredte i datidens berømteste tidsskrifter. Som oftest er det et eller andet aktuelt emne, han behandler, og hans hovedinteresse er i reglen nær knyttet til sagens anvendelighed i det praktiske liv.
Ved siden af afhandlinger om beviserne for guds eksistens, om den spekulative filosofi, om sprogenes og skriftens oprindelse, om årsagerne til menneskenes forskellige tænkemåde, om, hvorfor der i metafysikken er så få fastslåede sandheder, finder vi undersøgelser om koppeindpodning, om magnetiske kure, om himlens blå farve, om kohesionskraften, om målet for den levende kraft, om friktion på skråplanet, om steders sundhed, om vindens beskaffenhed, om træk, om sikring mod uvejr, om Månens indflydelse på vejret, om digerne i marsklandene, om ophævelse af livegenskab, om kurver med maksimums- og minimumspunkter, om den danske pengekurs og møntforandringen i Hertugdømmerne, om anvendelsen af synkende fonds, om stemmeafgivning, om brandvæsen, om krigsførende og neutrale magters ret på søen osv. osv. De fleste af disse arbejder er skrevet på tysk.
I Videnskabernes Selskabs Skrifter har Tetens imidlertid skrevet flere værdifulde matematiske afhandlinger på dansk – om integration af visse logaritmiske differentialer, om koefficienterne i polynomier, om rigtigst anvendelse af synkende fonds –, alle i mere eller mindre nær forbindelse med hans matematiske hovedarbejde: Anleitung zur Berechnung der Leibrenten und Anwartschaften, die vom Leben oder Tode einer oder mehrerer Personen abhängen (Leipzig, 1785-86).
Ligesom Tetens ved dette arbejde blev berømt i den matematiske verden, havde han allerede tidligere vakt betydelig opsigt ved sit filosofiske hovedværk: Philosophische Versuche über die menschliche Natur und ihre Entwickelung (Leipzig, 1777), et usædvanlig klart og skarpsindigt arbejde, om hvilket det bl.a. fortælles, at Immanuel Kant bestandig havde det liggende opslået for sig på sit skrivebord. Tetens indtager i dette skrift en art mellemstilling mellem John Locke og Immanuel Kant og viser sig i flere henseender som en forløber for denne sidste, og var også en væsentlig indflydelse på denne i årene under udarbejdelsen af Kritik der reinen Vernunft. Foruden fortræffelige bemærkninger angående den filosofiske metode indeholder skriftet en så indgående analyse af følelsen som en særlig og selvstændig psykisk virksomhed, at det blev den væsentlige anledning til den almindelige indførelse af den senere så ofte anvendte tredeling af sjælelivet i forestillings-, følelses- og viljesliv, skønt Tetens ikke selv fuldt ud trak denne konsekvens. Hans arbejde står overhovedet i mange henseender så betydelig over de fleste øvrige filosofiske frembringelser i datiden, at det sikkert ville have gjort sig endnu langt mere gældende, end tilfældet blev, hvis ikke Kants epokegørende arbejder var fulgte umiddelbart efter det.
Fra dansk oversatte Tetens Jens Krafts Mekanik på latin (1773) og en Navigationslære af C.C. Lous på tysk (1795).